# Club Atlético Peñarol 2024
Questa voce raccoglie le informazioni riguardanti il Club Atlético Peñarol nelle competizioni ufficiali della stagione 2024.

## Stagione

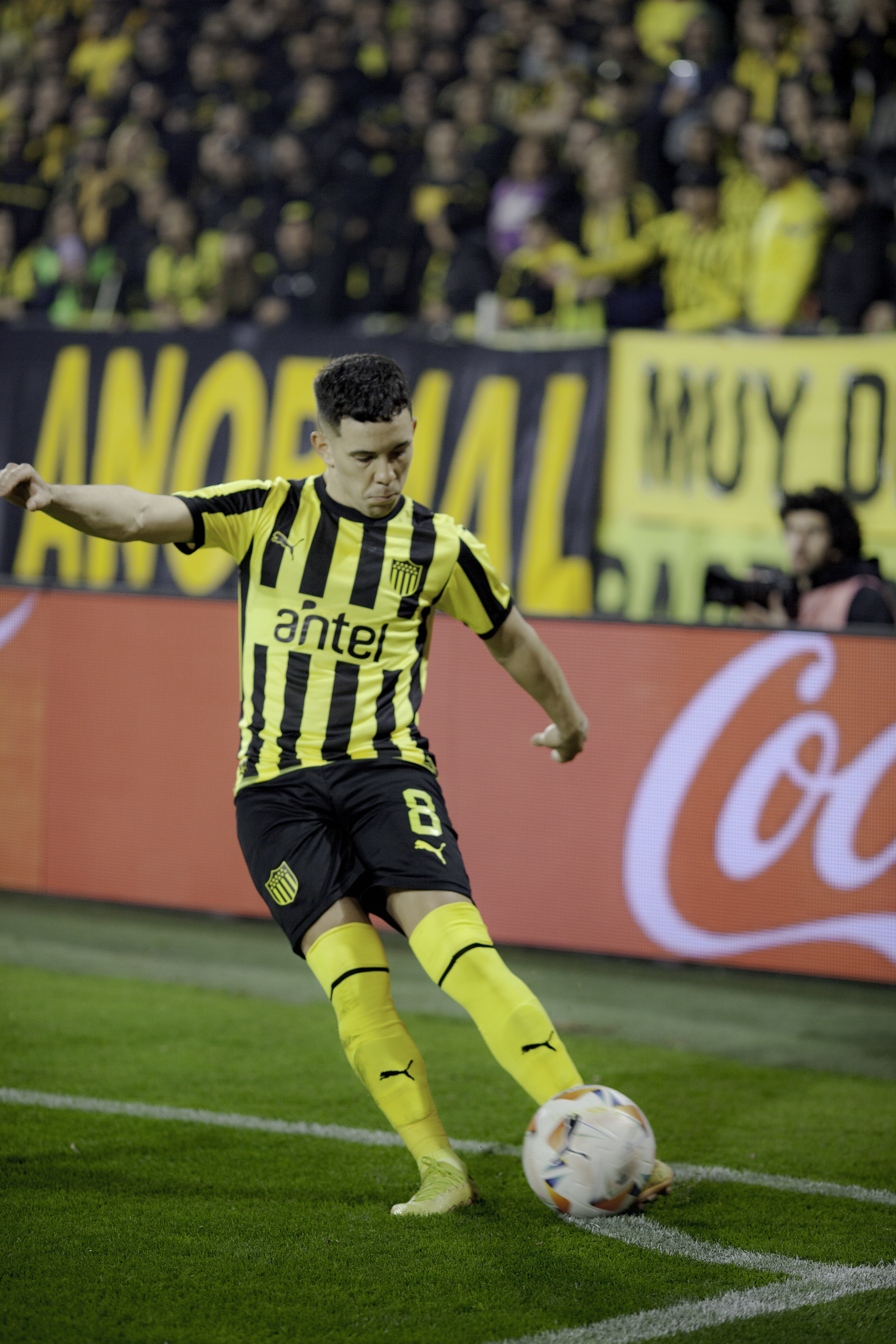
L. Fernández, il capocannoniere del Peñarol

La squadra è allenata da Diego Aguirre, confermato dopo che la stagione precedente è subentrato a novembre. L'esordio stagionale arriva il 5 febbraio, con la vittoria per 2-0 contro il Boston River negli ottavi di coppa nazionale. Il 13 febbraio il Peñarol batte per 3-1 i campioni d'Uruguay in carica del Liverpool (M), superando così i quarti di finale al termine di una partita che si è conclusa con 6 espulsi. L'esordio in campionato sorride agli uomini di Aguirre che si impongono per 2-1 sul campo del Cerro Largo.
Il 18 marzo avviene il sorteggio della fase a gironi di Coppa Libertadores e vede il Peñarol inserito nel gruppo G con i brasiliani dell'Atlético Mineiro, gli argentini del Rosario Central vincitori della Copa de la Liga Profesional 2023, e i vice campioni venezuelani del Caracas. L'esordio in coppa Libertadores non sorride ai carboneros, che perdono 1-0 contro il Rosario Central, incappando altresì nella prima sconfitta stagionale. La gara è stata scenario di scontri sugli spalti e di lanci di oggetti in campo, che hanno causato altresì il ricovero in ospedale di Maxi Olivera.
Il 10 aprile arriva la prima vittoria in competizioni CONMEBOL dopo due anni, con il Peñarol che batte il Caracas con un sonoro 5-0. Il 18 aprile la squadra di Aguirre viene eliminata dalla coppa nazionale per mano del Montevideo City Torque col risultato di 3-1. Il 18 maggio, con la vittoria esterna per 2-0 sul Defensor, il Peñarol vince matematicamente il torneo di Apertura. Il 28 maggio, grazie alla vittoria per 2-1 sul Rosario Central, il Peñarol supera i gironi di Coppa Libertadores.
L'8 giugno si apre il Torneo Intermedio con il Peñarol che rimedia la prima sconfitta in campionato, per mano del Montevideo Wanderers (2-0). Il 4 agosto il Peñarol affronta i rivali del Nacional nella finale del Torneo Intermedio, rimediando una sconfitta ai rigori dopo che i tempi regolamentari si erano conclusi col risultato di 1-1. Il 21 agosto, con la vittoria complessiva per 4-1 contro i boliviani del The Strongest, la squadra di Aguirre supera gli ottavi di finale di Coppa Libertadores.
L'11 settembre la squadra protesta per il cambio di format della competizione e non si presenta all'incontro valevole per i sedicesimi di finale di Coppa Uruguay 2024, perdendo 3-0 a tavolino. Il 26 settembre, grazie al risultato complessivo di 1-0 ottenuto contro i brasiliani del Flamengo, il Peñarol supera i quarti di finale di Coppa Libertadores. Il 31 ottobre si conclude il cammino internazionale del Peñarol, in semifinale di Coppa Libertadores, contro i brasiliani del Botafogo – futuri vincitori della manifestazione – con un risultato aggregato di 3-6. Il 1º dicembre si conclude la stagione del Peñarol con la vittoria per 3-1 sul Fénix che vale il 52º titolo di campione d'Uruguay, con un punteggio storico di 93 punti.

## Maglie e sponsor
Lo sponsor ufficiale è Antel, mentre quello tecnico è Puma.
| Casa | Trasferta | Terza maglia | Portiere 1 | Portiere 2 | Portiere 3 |
| --- | --- | --- | --- | --- | --- |
| Manica sinistra · Manica sinistra · Maglietta · Maglietta · Manica destra · Manica destra · Pantaloncini · Pantaloncini · Calzettoni · Calzettoni | Manica sinistra · Manica sinistra · Maglietta · Maglietta · Manica destra · Manica destra · Pantaloncini · Pantaloncini · Calzettoni | Manica sinistra · Manica sinistra · Maglietta · Maglietta · Manica destra · Manica destra · Pantaloncini · Pantaloncini · Calzettoni · Calzettoni | Manica sinistra · Manica sinistra · Maglietta · Maglietta · Manica destra · Manica destra · Pantaloncini · Pantaloncini · Calzettoni · Calzettoni | Manica sinistra · Manica sinistra · Maglietta · Maglietta · Manica destra · Manica destra · Pantaloncini · Pantaloncini · Calzettoni · Calzettoni | Manica sinistra · Manica sinistra · Maglietta · Maglietta · Manica destra · Manica destra · Pantaloncini · Pantaloncini · Calzettoni · Calzettoni |

## Rosa

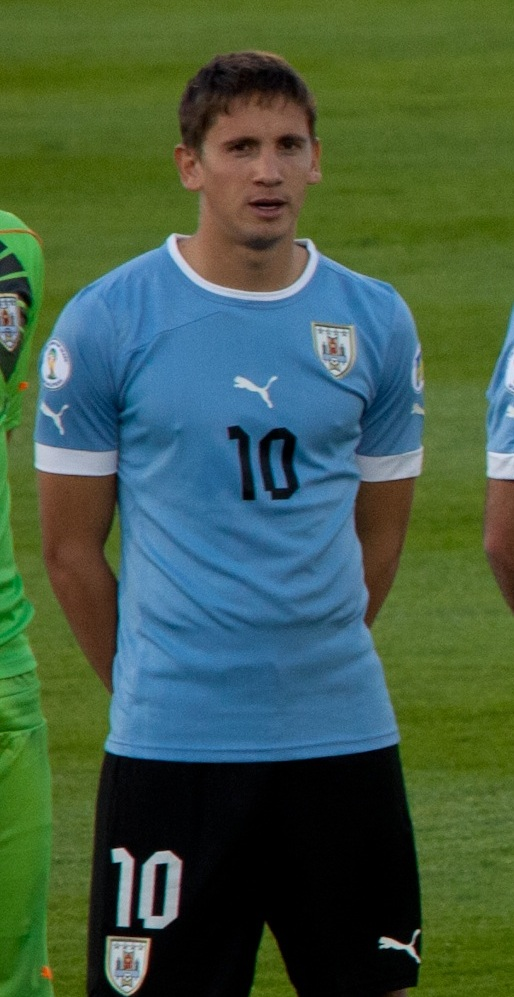
Gastón Ramírez (con la maglia dell') è il capitano del Peñarol

Rosa e numerazione, tratte dal sito ufficiale del Peñarol.
| N. |                    | Ruolo | Calciatore                |
| -- | ------------------ | ----- | ------------------------- |
| 1  | Uruguay (bandiera) | P     | Randall Rodríguez         |
| 2  | Brasile (bandiera) | D     | Léo Coelho                |
| 3  | Uruguay (bandiera) | D     | Martín Gianoli            |
| 4  | Uruguay (bandiera) | D     | Guzmán Rodríguez          |
| 5  | Uruguay (bandiera) | C     | Sebastián Cristóforo      |
| 6  | Ecuador (bandiera) | D     | Byron Castillo            |
| 6  | Uruguay (bandiera) | C     | Rodrigo Pérez Casada      |
| 7  | Uruguay (bandiera) | C     | Javier Cabrera            |
| 8  | Uruguay (bandiera) | C     | Leonardo Fernández        |
| 9  | Uruguay (bandiera) | C     | Franco González           |
| 9  | Uruguay (bandiera) | A     | Facundo Batista           |
| 10 | Uruguay (bandiera) | C     | Gastón Ramírez (capitano) |
| 11 | Uruguay (bandiera) | A     | Maximiliano Silvera       |
| 12 | Uruguay (bandiera) | P     | Guillermo de Amores       |
| 13 | Uruguay (bandiera) | C     | Eduardo Darias            |
| 14 | Uruguay (bandiera) | C     | Damián García             |
| 15 | Uruguay (bandiera) | D     | Maximiliano Olivera       |
| 16 | Uruguay (bandiera) | C     | Tomás Olase               |
| 17 | Brasile (bandiera) | A     | Matheus Babi              |

| N. |                      | Ruolo | Calciatore                              |
| -- | -------------------- | ----- | --------------------------------------- |
| 18 | Uruguay (bandiera)   | D     | Camilo Mayada                           |
| 19 | Argentina (bandiera) | C     | Diego Sosa                              |
| 20 | Uruguay (bandiera)   | D     | Pedro Milans                            |
| 22 | Uruguay (bandiera)   | D     | Damián Suárez                           |
| 23 | Uruguay (bandiera)   | C     | Oscar Javier Méndez                     |
| 24 | Argentina (bandiera) | C     | Adrián Marcos Fernández                 |
| 25 | Uruguay (bandiera)   | C     | Ignacio Sosa                            |
| 26 | Argentina (bandiera) | A     | Leonardo Sequeira                       |
| 27 | Uruguay (bandiera)   | D     | Lucas Hernández Perdomo (vice capitano) |
| 28 | Uruguay (bandiera)   | C     | Ángel González                          |
| 28 | Uruguay (bandiera)   | A     | Jaime Báez                              |
| 29 | Uruguay (bandiera)   | P     | Washington Aguerre                      |
| 30 | Uruguay (bandiera)   | C     | Nicolás Rossi                           |
| 31 | Uruguay (bandiera)   | C     | Santiago Benítez                        |
| 33 | Uruguay (bandiera)   | A     | Nahuel Acosta                           |
| 34 | Uruguay (bandiera)   | D     | Nahuel Herrera                          |
| 90 | Uruguay (bandiera)   | A     | Felipe Avenatti                         |
| 97 | Uruguay (bandiera)   | C     | Alan Medina Silva                       |

## Risultati

### Primera División

#### Apertura
| Arbitro: | Ostojich |

|           |           |                               |
| Núñez 44’ | Marcatori | 58’ Sequeira 68’ L. Fernández |

| Arbitro: | Heras |

|                              |           |  |
| L. Fernández 8’ Sequeira 28’ | Marcatori |  |

| Arbitro: | Tejera |

|  |           |                                            |
|  | Marcatori | 45+1’ Léo Coelho 76’ L. Fernández 82’ Babi |

| Arbitro: | Ostojich |

|                                         |           |  |
| Silvera 3’ L. Fernández 81’, 90’ (rig.) | Marcatori |  |

| Arbitro: | González |

|           |           |                   |
| Verón 72’ | Marcatori | 13’, 39’ Sequeira |

| Montevideo 29 marzo 2024, ore 13:00 UTC-3 6ª giornata | Peñarol  | 0 – 0 referto | Nacional | Stadio Campeón del Siglo (36 500 spett.)\| Arbitro: \| De Armas \| |
| Arbitro:                                              | De Armas |               |          |                                                                    |

| Arbitro: | Burgos |

|                 |           |                        |
| P. González 11’ | Marcatori | 72’ Silvera 78’ Darias |

| Arbitro: | Sacarelo |

|                               |           |  |
| D. Sosa 35’ F. González 90+3’ | Marcatori |  |

| Arbitro: | Tejera |

|              |           |                               |
| E. Gómez 29’ | Marcatori | 13’, 16’ Sequeira 46’ Silvera |

| Arbitro: | Ostojich |

|                                                         |           |  |
| Ramírez 10’ Galletto 23’ (aut.) L. Fernández 72’ (rig.) | Marcatori |  |

| Arbitro: | Heras |

|                     |           |                         |
| Amaro 11’ Rosso 17’ | Marcatori | 8’ Sequeira 89’ Silvera |

| Arbitro: | Matonte |

|                         |           |  |
| L. Fernández 78’ (rig.) | Marcatori |  |

| Arbitro: | De Armas |

|  |           |                          |
|  | Marcatori | 23’ Silvera 90+4’ Acosta |

| Arbitro: | Tejera |

|                                        |           |                  |
| Léo Coelho 58’, 69’ L. Hernández 90+1’ | Marcatori | 43’ N. Fernández |

| Arbitro: | Feres |

|  |           |               |
|  | Marcatori | 52’ D. García |

#### Intermedio
| Arbitro: | González |

|                              |           |  |
| Morales 15’ Rolón 49’ (rig.) | Marcatori |  |

| Arbitro: | Ostojich |

|             |           |            |
| Cabrera 54’ | Marcatori | 74’ Nandín |

| Arbitro: | Motta |

|  |           |                                    |
|  | Marcatori | 61’ F. González 90+1’ L. Fernández |

| Arbitro: | Heras |

|             |           |               |
| Olivera 88’ | Marcatori | 2’ Larrazábal |

| Arbitro: | Burgos |

|              |           |                                         |
| Galletto 14’ | Marcatori | 11’ Silvera 61’ G. Rodríguez 87’ Darias |

| Arbitro: | Matonte |

|                        |           |  |
| Méndez 23’ Batista 52’ | Marcatori |  |

| Arbitro: | De Armas |

|            |           |  |
| Babi 90+2’ | Marcatori |  |

| Arbitro: | Ostojich |

|                                                                                  |                      | |
| Petit 79’                                                                        | Marcatori            | 34’ L. Fernández                                                                                    |
| Polenta Petit Pereyra Recoba Castro Lozano G. López S. Coates Báez Mejía Polenta | Tiri di rigore 8 – 7 | L. Fernández G. Rodríguez D. Sosa Rossi Aguerre Coelho D. García Olivera Méndez Mayada L. Fernández |

#### Clausura
| Montevideo 18 agosto 2024, ore 15:30 UTC-3 1ª giornata | Peñarol | 0 – 0 referto | Cerro Largo | Stadio Campeón del Siglo (18 900 spett.)\| Arbitro: \| Feres \| |
| Arbitro:                                               | Feres   |               |             |                                                                 |

| Arbitro: | Burgos |

|             |           |                              |
| P. López 8’ | Marcatori | 65’ Ramírez 70’ L. Hernández |

| Arbitro: | Tejera |

|                                                   |           |  |
| Silvera 44’ Báez 69’ L. Fernández 79’ Batista 86’ | Marcatori |  |

| Arbitro: | Ostojich |

|  |           |                                         |
|  | Marcatori | 2’, 15’, 62’ Batista 80’, 90+1’ M. Babi |

| Montevideo 30 settembre 2024, ore 18:00 UTC-3 5ª giornata | Peñarol | 0 – 0 referto | Racing Montevideo | Stadio Campeón del Siglo (21 000 spett.)\| Arbitro: \| Heras \| |
| Arbitro:                                                  | Heras   |               |                   |                                                                 |

| Arbitro: | L. González |

|                             |           |                |
| S. Coates 22’ Santander 84’ | Marcatori | 47’ G. Ramírez |

| Arbitro: | Burgos |

|                           |           |  |
| G. Ramírez 1’ Cabrera 84’ | Marcatori |  |

| Arbitro: | De Armas |

|  |           |                  |
|  | Marcatori | 90’ L. Fernández |

| Arbitro: | Matonte |

|                              |           |  |
| Avenatti 7’ L. Fernández 69’ | Marcatori |  |

| Arbitro: | Tejera |

|  |           |             |
|  | Marcatori | 67’ Silvera |

| Arbitro: | Ostojich |

|                             |           |  |
| L. Fernández 39’ Darias 87’ | Marcatori |  |

| Arbitro: | Burgos |

|  |           |                              |
|  | Marcatori | 10’ Batista 18’ L. Fernández |

| Arbitro: | Tejera |

|                                 |           |  |
| L. Fernández 45+5’ Medina 90+3’ | Marcatori |  |

| Arbitro: | Matonte |

|                    |           |                                                      |
| B. Hernández 90+1’ | Marcatori | 38’ R. Pérez 43’ Silvera 63’ Medina 68’, 86’ Batista |

| Arbitro: | Burgos |

|                                                    |           |                |
| Darias 1’ G. Pereira 23’ (aut.) L. Fernández 45+5’ | Marcatori | 28’ G. Pereira |

### Copa Uruguaya 2023
| Arbitro: | Heras |

|                       |           |  |
| Darias 49’ Acosta 67’ | Marcatori |  |

| Arbitro: | Giménez |

|                                            |           |                  |
| L. Fernández 44’, 69’ (rig.), 90+6’ (rig.) | Marcatori | 32’ L. Rodríguez |

| Arbitro: | Lasso |

|            |           |                                             |
| Milans 45’ | Marcatori | 9’ Obregón 41’ Pizzichillo 58’ L. Rodríguez |

### Copa Uruguaya 2024
| Maldonado 11 settembre 2024, ore 18:30 UTC-3 Sedicesimi di finale | Piriápolis | 3 – 0 A tavolino | Peñarol | Stadio Domingo Burgueño |

### Coppa Libertadores

#### Fase a gironi
| Arbitro: | Roldán |

|                |           |  |
| Quintana 45+1’ | Marcatori |  |

| Arbitro: | González |

|                                             |           |  |
| Silvera 16’, 25’, 64’ Méndez 32’ Darias 45’ | Marcatori |  |

| Arbitro: | Rojas |

|                                 |           |                         |
| G. Scarpa 15’, 57’ Paulinho 26’ | Marcatori | 60’ Olivera 68’ Silvera |

| Arbitro: | Díaz de Vivar |

|  |           |                  |
|  | Marcatori | 26’ G. Rodríguez |

| Arbitro: | Roldán |

|                              |           |  |
| L. Hernández 70’ Silvera 76’ | Marcatori |  |

| Arbitro: | Maza |

|                       |           |            |
| L. Fernández 32’, 83’ | Marcatori | 66’ Módica |

#### Fase a eliminazione diretta
| Arbitro: | Claus |

|                                                  |           |  |
| L. Fernández 8’ Silvera 16’ Báez 36’ Batista 72’ | Marcatori |  |

| Arbitro: | Garay |

|                     |           |  |
| Triverio 44’ (rig.) | Marcatori |  |

| Arbitro: | Valenzuela |

|  |           |             |
|  | Marcatori | 13’ Cabrera |

| Montevideo 26 settembre 2024, ore 19:00 UTC-3 Quarti di finale – Ritorno | Peñarol | 0 – 0 referto | Flamengo | Stadio Campeón del Siglo (38 144 spett.)\| Arbitro: \| Tello \| |
| Arbitro:                                                                 | Tello   |               |          |                                                                 |

| Arbitro: | Rojas |

|                                                            |           |  |
| Savarino 51’, 59’ Barboza 55’ L. Henrique 73’ I. Jesus 79’ | Marcatori |  |

| Arbitro: | Maza |

|                           |           |            |
| Báez 31’, 66’ Batista 89’ | Marcatori | 88’ Almada |

## Statistiche

### Statistiche di squadra
| Competizione       | Punti | Totale | Totale | Totale | Totale | Totale | Totale | DR  |
| Competizione       | Punti | G      | V      | N      | P      | Gf     | Gs     | DR  |
| ------------------ | ----- | ------ | ------ | ------ | ------ | ------ | ------ | --- |
| Primera División   | 93    | 37     | 29     | 6      | 2      | 73     | 17     | +56 |
| Copa Uruguaya      | -     | 3      | 2      | 0      | 1      | 6      | 4      | +2  |
| Coppa Libertadores | 12    | 11     | 6      | 1      | 4      | 17     | 11     | +6  |
| Totale             | -     | 51     | 37     | 7      | 7      | 96     | 32     | +64 |